# Moelv
Moelv ist eine Stadt in der norwegischen Kommune Ringsaker in der Provinz (Fylke) Innlandet. Die Stadt hat 4547 Einwohner (Stand: 1. Januar 2024).

## Geografie
Moelv ist ein sogenannter Tettsted, also eine Ansiedlung, die für statistische Zwecke als eine Ortschaft gewertet wird. Die Stadt liegt am Ostufer des Sees Mjøsa, dem flächenmäßig größten See Norwegens. Moelv liegt dabei am Ufer des nordwestlichen Mjøsa-Armes. In der Stadt mündet der aus Osten auf die Stadt zufließende Fluss Moelva in den See. Weiter nördlich am Ostufer des Sees liegt die Stadt Lillehammer. Etwas südöstlich von Moelv liegt mit Brumunddal die größere Stadt der Kommune Ringsaker.

## Geschichte
Nach dem Ende des Zweiten Weltkriegs stieg die Zahl der Einwohner stark an. Grund für den Anstieg war vor allem das Wachstum des Betriebs Moelven Industrier, der vor allem in der Holzindustrie tätig ist. Moelv erhielt gemeinsam mit Brumunddal im Jahr 2010 den Stadtstatus. Der Stadttitel kann in Norwegen vom zuständigen Kommunalparlament vergeben werden und führt rechtlich zu keinen Änderungen.
Nördlich von Moelv liegt der Steinkreis Zwölfsteinring von Moelv (Tolvsteinsringen). Dort sind zwölf Steinblöcke aufgestellt, das Alter wird auf bis zu 2500 Jahre geschätzt.

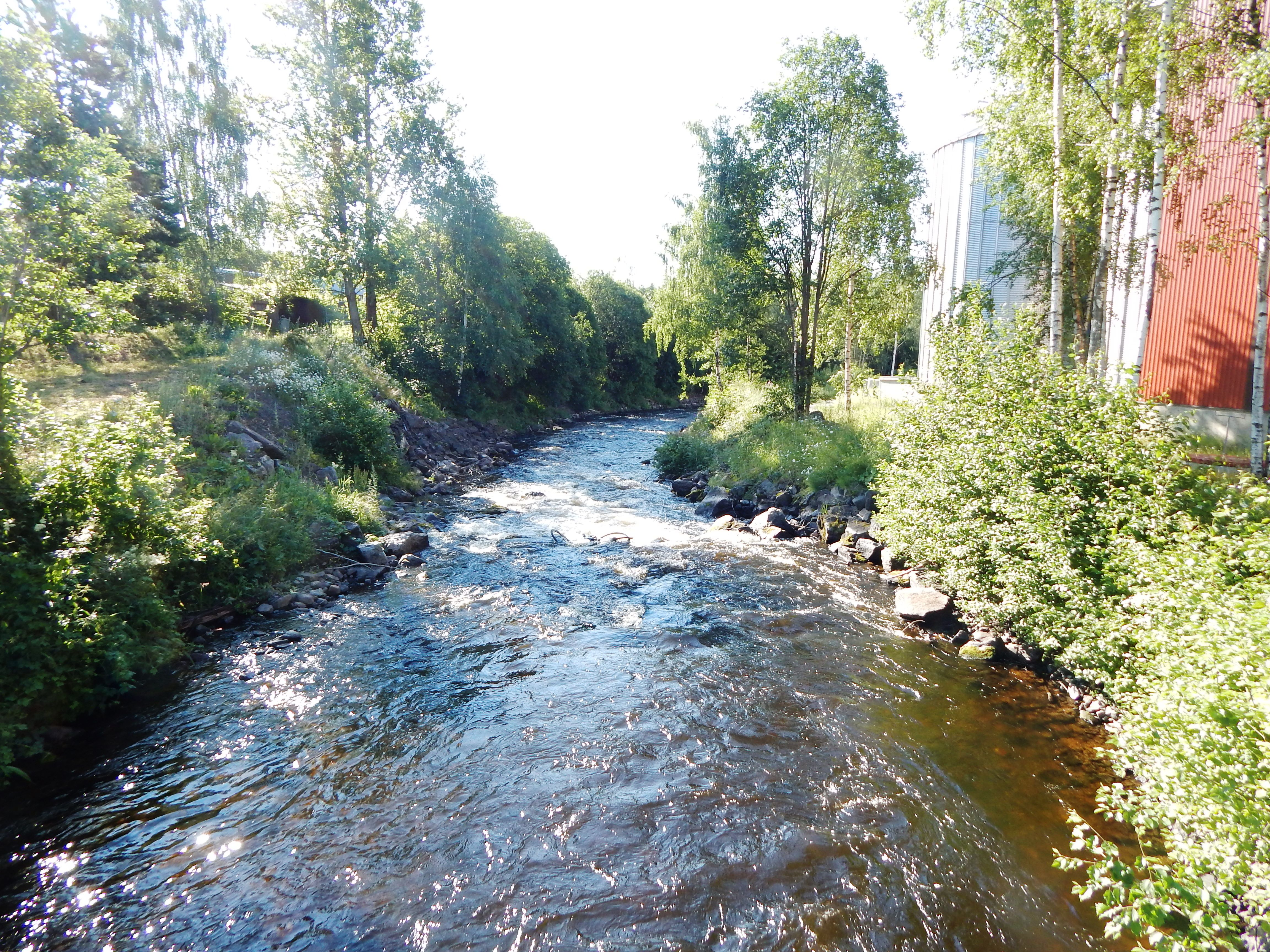
Moelva in Moelv
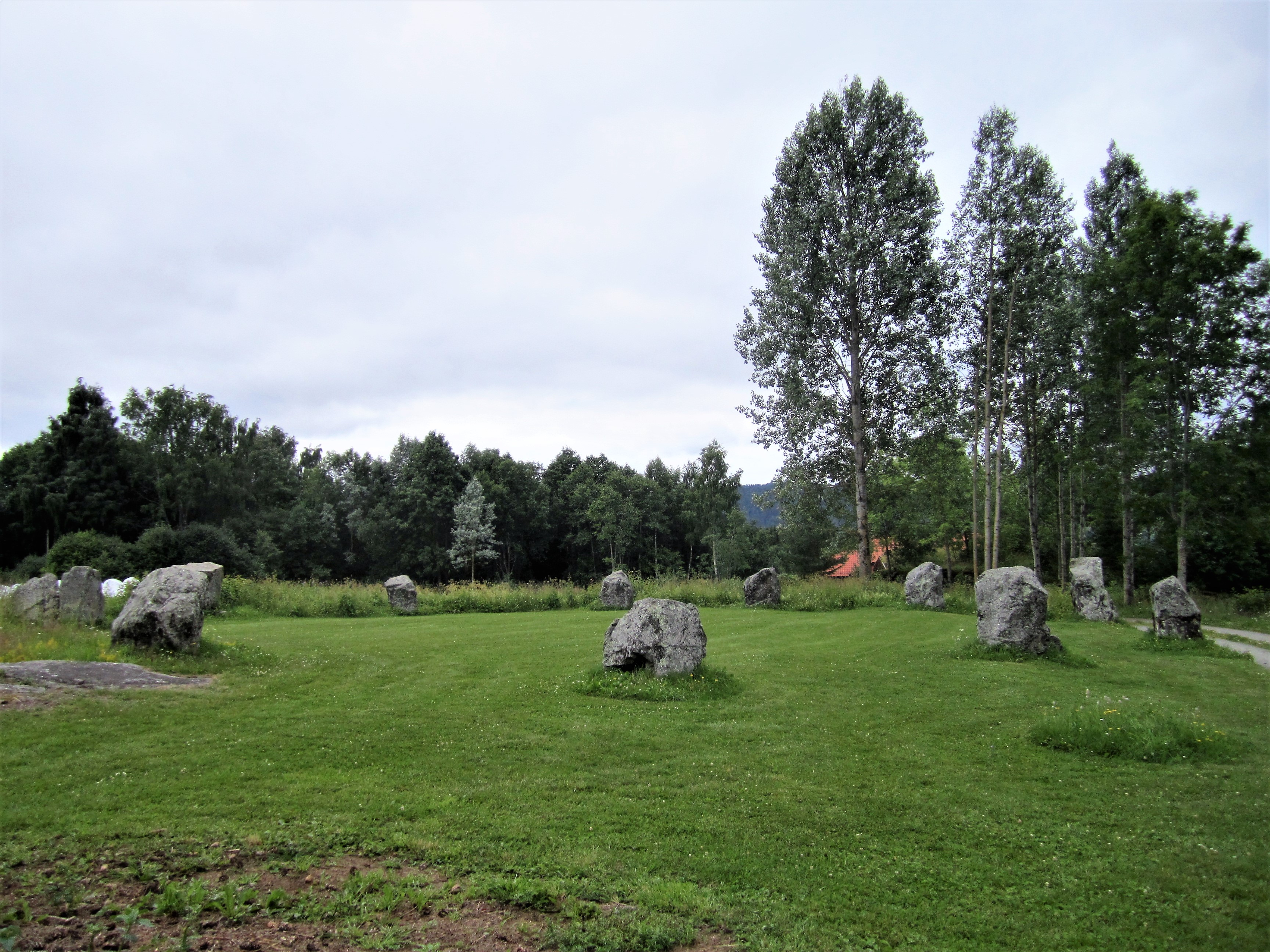
Zwölfsteinring von Moelv
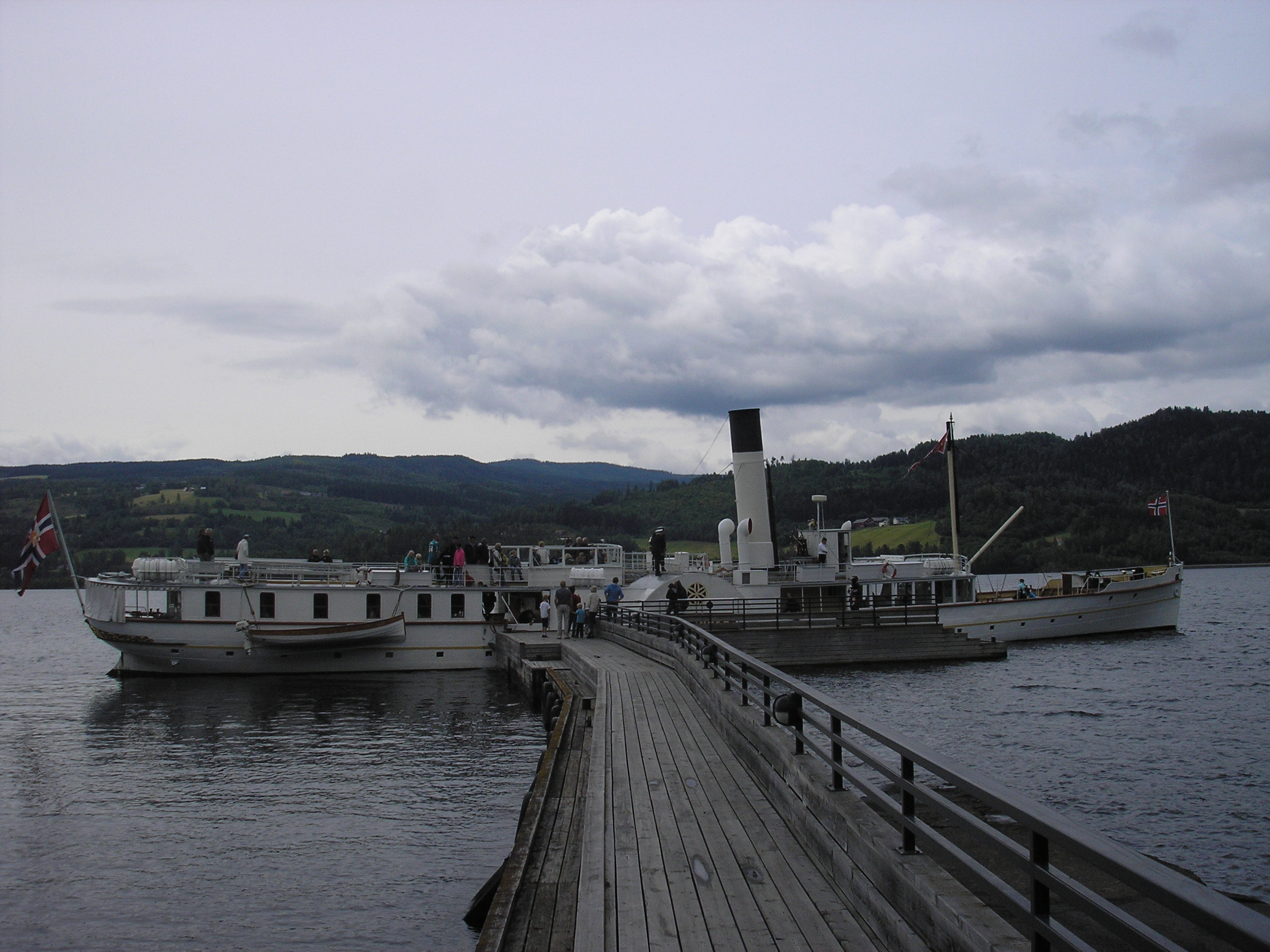
Blick auf den See Mjøsa bei Moelv

## Wirtschaft und Infrastruktur

### Verkehr
Von Südosten führt von den Städten Hamar und Brumunddal die Europastraße 6 (E6) auf Moelv zu. Sie verläuft dabei im Südosten von Moelv durch den Straßentunnel Skarpsnotunnelen. Die E6 führt durch den Süden der Stadt und schließlich über die Brücke Mjøsbrua auf die andere Uferseite des Sees Mjøsa. Dort führt sie entlang des Seeufers in den Norden und stellt damit unter anderem die Verbindung nach Lillehammer her. Im Süden von Moelv wird die E6 vom in Nord-Süd-Richtung verlaufenden Fylkesvei 213 gekreuzt. Dieser verläuft durch die Stadt und von dort am Mjøsa-Ostufer Richtung Lillehammer. Vom Fylkesvei 213 zweigt in Moelv unter anderem der Fylkesvei 216 in den Nordosten ab.
Von Brumunddal weitgehend parallel zur E6 verläuft die Bahnlinie Dovrebanen Richtung Moelv. Im Gegensatz zur E6 führt die Bahnstrecke allerdings nicht auf die andere Uferseite, sondern wie der Fylkesvei 213 an der Ostseite des Sees in den Norden. Der Bahnhof von Moelv wurde im Jahr 1894 eröffnet, als die Strecke von Hamar nach Tretten in Betrieb genommen wurde. Im Jahr 1981 erhielt es ein neues Bahnhofsgebäude. Der Bahnhof ist etwa 155 Schienenkilometer vom Osloer Hauptbahnhof Oslo S entfernt.

### Wirtschaft
Die Industrie ist für Moelv ein bedeutender Wirtschaftssektor. Neben der Holzverarbeitung, unter anderem im Betrieb Moelven Industrier, ist auch der Maschinenbau und die Lebensmittelindustrie in der Stadt vertreten. In der Strand Brænderi werden Kraftfutter und andere für die Landwirtschaft benötigten Produkte hergestellt. Das Wasserkraftwerk Moelv wurde im Jahr 2001 in Betrieb genommen. Bis 2010 hatte es eine mittlere Jahresproduktion von 6,3 GWh. Am Kraftwerk wird eine Fallhöhe von etwa 57 Metern genutzt.

## Name
Die Stadt wurde nach dem Fluss Moelva benannt. Dieser setzt sich aus den beiden Bestandteilen „mo“ (deutsch Heide) und „elv“  (deutsch Fluss) zusammen. Der Name Moelva wird für mehrere norwegische Flüsse verwendet. Die Einwohner der Stadt Moelv werden im Norwegischen Modøl genannt.

## Persönlichkeiten
- Helge Brendryen (* 1972), Skispringer
- Helge Lien (* 1975), Jazzpianist und Komponist
- Lene Retzius (* 1996), Stabhochspringerin
- Håvard Bentdal Ingvaldsen (* 2002), Sprinter